# Chlamydomonas coccoides
Chlamydomonas coccoides là một loài tảo trong họ Chlamydomonadaceae, thuộc chi Chlamydomonas.